# 캄바족

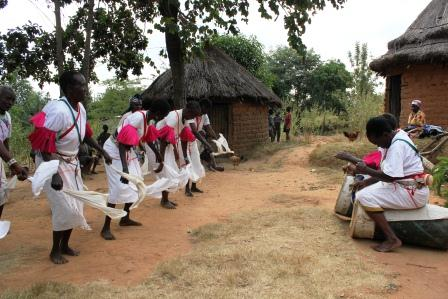

캄바족(Kamba) 또는 아캄바족(Akamba), 와캄바족(Wakamba)은 이전 동부 지방의 남부인 나이로비에서 차보(Tsavo), 북쪽으로 엠부(Embu)까지 뻗어 있는 케냐 지역에 주로 거주하는 반투족 그룹이다. 이 땅은 우캄바니(Ukambani)라고 불리며 마쿠에니현, 키투이현 및 마차코스현를 구성한다. 이들은 또한 나이로비와 몸바사 카운티를 포함한 8개 카운티에서 두 번째로 큰 인종 그룹을 형성한다.